# Ховрах малий
{{#ifeq:0|0|{{#if:Spermophilus pygmaeus|{{#if:|[[]}}|[[]]}}}}
Ховрах малий, або ховрах сірий (Spermophilus pygmaeus) — гризун з родини вивіркових (Sciuridae), один з представників роду Spermophilus та один з чотирьох видів роду, що зустрічаються на територіях України. Розповсюджений у кількох країнах Східної та Південної Європи, в Україні знаходиться східна частина його ареалу. У 2021 році віднесений до зникаючих видів та внесений до Червоної книги України.

## Середовище проживання
Країни поширення: Казахстан, Російська Федерація, Україна. Поширений у рівнинних чи передгірних степах і напівпустельних областях. Уникає ділянок з щільною високою травою. Зустрічається на малих висотах (до 400 або 500 м).

## Зовнішній вигляд
Має товсте, низької посадки тіло, короткі ноги і добре захутрений хвіст. Забарвлення: буро-сіра спина з вохровими і жовтуватими цятками. Голова помітно темніша з більш інтенсивними тонами вохри і хвіст світлого, сірувато-вохристого кольору зі світлішим кінчиком. Довжина тіла до 230 міліметрів, а хвіст до 40 міліметрів.

## Спосіб життя
Живе і працює в колоніях, що складаються в основному з не пов'язаних перекриттям територій дорослих самиць. Чоловіча територія охоплює кілька жіночих територій. Кожна колонія включає в себе постійні (для відтворення і сплячки) нори і тимчасові житлові нори. Ховрах малий виходить зі сплячки у березні-квітні; входить в заціпеніння в другій половині червня-липня, іноді, особливо в посушливі роки, переходить прямо з заціпеніння в сплячку.